# 르웽고구
르웽고구(Lwengo)는 우간다의 구로 행정 중심지는 르웽고이며 면적은 914.7km2, 인구는 267,300명(2012년 기준)이다. 행정 구역상으로는 중부 주에 속한다. 북쪽으로는 셈바불레 구, 북동쪽으로는 부코만심비 구, 동쪽으로는 마사카 구, 남쪽으로는 라카이 구, 서쪽으로는 리안톤데 구와 접한다.